# Ray Billingsley
Ray Billingsley (né en 1957) est un auteur de bande dessinée américain.
Il est surtout connu pour avoir créé Curtis, l'un des rares comic strips dont les personnages sont Afro-Américains, diffusé depuis 1988 par King Features Syndicate.

## Biographie
Né en 1957 à Wake Forest, en Caroline du Nord, Billingsley grandit à Harlem. Après des études à The High School of Music & Art (en) puis la School of Visual Arts, il entre en 1979 chez Walt Disney Studios. Il part dès l'année suivante lorsque United Features Syndicate accepte de diffuser son comic strip Lookin’ Fine, bande dessinée humoristique centrée sur la vie d'Afro-Américains d'une vingtaine d'années, comme Billingsley à l'époque. Supportant mal l'attitude de ses éditeurs qui désiraient qu'il introduise des personnages blancs, Billingsley arrête dès 1982 pour travailler en indépendant dans l'illustration et la publicité.
En 1988, King Features Syndicate commence à diffuser son comic strip Curtis, série humoristique au casting afro-américain, ce qui était encore rare à l'époque. Cette série publiée par 250 journaux à la fin des années 2000 est toujours diffusée en 2025.

## Prix
- 2014 : Prix Inkpot, pour l'ensemble de sa carrière.
- 2021 : Prix Reuben, pour Curtis